# Attila (szőlőfajta)
Az Attila egy magyar, szinte csak hazánkban termesztett csemegeszőlőfajta. Telepítése államilag támogatott Korábbi nevei: Lord Rothermere (a magyar revíziós törekvések támogatójának, Harold Harmsworth-nek, Rothermere első vikomtjának a tiszteletére elnevezve), ropogós muskotály. Kocsis Pál állította elő Rosa menna di vacca és a Mathiász Jánosné muskotály keresztezéséből. Fajtahibrid (1917), állami elismerése: 1963.

## Leírása
Elterjedtsége: nagyüzemben alig fordul elő, házi kertekben kedvelt, finom muskotályos íze miatt.
Tőkéje erős növekedésű, ritka, részben elterülő vesszőzetű.
Fürtje nagy (220 g), mutatós formájú, közepesen tömött vagy laza, vállas. Kékes-piros színezetű, hosszú fürtnyelű.
Szeptember végétől érik.
Érzékenysége: A talaj iránt nem igényes. Kötött talajon és homokon egyaránt jól tenyészik. A szárazságot elviseli. Késői érése és vesszőinek fagyérzékenysége miatt biztonságos beérésére fagymentes környezetben számíthatunk. Rothadásra hajlamos.
Művelés, metszés:  lugas, rövid metszés.